# James Shankar Singh
Pour les articles homonymes, voir Singh.
James Shankar Singh, né à Ba en 1924 et mort le 27 juillet 2014,, est un homme politique fidjien.

## Biographie
Membre fondateur du jeune parti de l'Alliance, il préside un temps l'Alliance indienne, branche des membres indo-fidjiens du parti. Il se présente sans succès aux élections de 1966 au Conseil législatif de la colonie, et est battu de peu par R. D. Patel (en), le candidat du Parti de la fédération nationale, dans la circonscription de Viti Levu nord-ouest. Les Fidji deviennent un État indépendant en 1970, et James Shankar Singh est élu à la Chambre des représentants aux élections de 1972. Il est alors nommé ministre de la Santé dans le gouvernement mené par Ratu Sir Kamisese Mara. Cette même année, il est fait membre de l'ordre de l'Empire britannique par la reine des Fidji, Élisabeth II, « pour services rendus au service public et à la communauté ».
En raison d'un désaccord avec Ratu Mara, il quitte le gouvernement et le parti de l'Alliance en 1981 et ne se re-présente pas aux élections de 1982,. Il se joint au Parti de la fédération nationale (PFN) et représente sans succès le parti lors d'une élection partielle en 1985. Il est élu député pour le PFN à la Chambre des représentants aux élections de 1987. Son mandat de parlementaire ne dure toutefois qu'un mois, étant interrompu par le coup d'État militaire du colonel Sitiveni Rabuka,.